# Jean-Baptiste Romane
Pour l’article homonyme, voir Jean-Baptiste Roman.
Jean-Baptiste Romane (1807-1858) est un poète et dramaturge haïtien, auteur de l'Hymne à l'indépendance d'Haïti.

## Biographie...
Jean-Baptiste Romane fut un poète de l’après-guerre d’Indépendance qui s'engagea dans la littérature de pionniers et de combat. Versificateur influencé par l’art classique qui triomphe en France depuis la fin du XVIIIesiècle, il fut soucieux de servir l'Histoire de son pays et construire la nation. Il clama les hauts faits de la Révolution haïtienne. 
En 1825, il composa l'Hymne à l'indépendance d'Haïti.
Jean-Baptiste Romane célébra l'amitié à instaurer entre les deux pays lors de la reconnaissance par la France, en 1849, de l'indépendance de son ancienne colonie de Saint-Domingue. Pour cet évènement, il composa un poème Vers à la France pour lequel il reçut de la part du gouvernement français, une médaille d'or.

## Paroles de l'Hymne à l'indépendance
- Le monde a salué tes fils,
- Soleil, c’est aujourd’hui ta fête !
- Vois Haïti mêler le lys
- Aux palmes qui couvrent sa tête.
- Partage nos transports joyeux
- En ce jour de réjouissance.
- La France a comblé tous les vœux :
- Vive Haïti ! Vive la France !
- Le jour de gloire a lui pour vous ;
- Augustes ombres de nos Pères,
- Venez célébrer avec nous
- Nos destins si beaux, si prospères.
- La France a scellé les efforts
- De notre héroїque vaillance.
- Chantez, chantez aux sombres bords :
- Vive Haïti ! Vive la France !
- Salut ô grand roi des Français.

## Œuvres

### Poèmes
- A l'Artibonite
- A l'Ozama
- Hymne à l'Indépendance (1825)
- Sur la Ville de Saint-Domingue
- Vers à la France

### Théâtre
- La Mort de Christophe